# Rana albotuberculata
Rana albotuberculata é uma espécie de anfíbio anuro pertencente ao género Rana.